# Buda de Aukana
El Buda de Aukana es una estatua de Buda ubicada en la población de Aukana, cerca de Kekirawa, en la Provincia Central del Norte en Sri Lanka. La escultura tiene una altura de más de 12 metros. Fue tallada en una gran roca de granito durante el siglo V. La figura representa a Buda de cuerpo entero, en una variación del mudra Abhaya, con el manto ceñido estrechamente, profusamente tallado. Fue erigida durante el reinado de Dhatusena. La leyenda cuenta que fue el resultado de una competición entre un maestro y su alumno. La estatua de Aukana es uno de los mejores ejemplos esculturas esculpidas en la antigua Sri Lanka. Constituye una atracción turística popular del país.

## Localización y apariencia
La estatua está situada en la aldea de Aukana (o Avukana) cerca de la localidad de Kekirawa. Se encuentra próxima al embalse de Kala Wewa. Está tallada delante de una cara frontal de un muro natural de granito, al que está conectado por una estrecha franja de piedra, en la parte posterior de la estatua y que le sirve de apoyo. El pedestal sobre el que se levanta la estatua está tallado en forma de flor de loto, fue realizado de forma separada y posteriormente colocado debajo de la estatua. La estatua tiene una altura de 11,84 metros y con el pedestal suma 13 metros. La estatua se ubicó dentro de una gran casa o santuario, de la que aún quedan partes de las paredes. La estructura estaba construida de ladrillo y piedra y tenía 23 metros de largo y 19 de ancho.

## Características

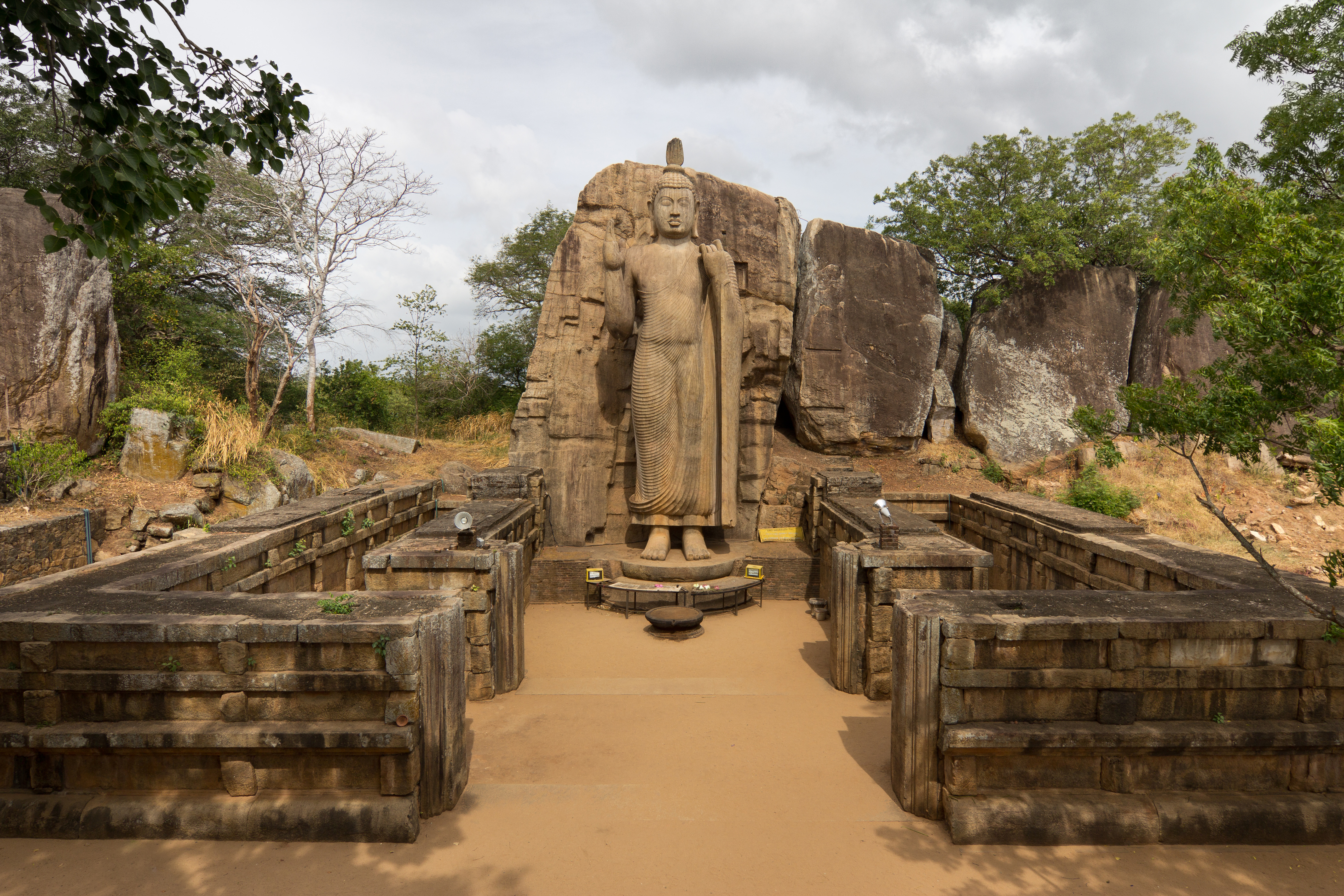
Buda de Aukana

La estatua de Aukana está considerada uno de los mejores ejemplos de estatua erguida de Buddha del Sri Lanka antiguo. La escultura muestra algunas influencias de la escuela artística Gandhara, y de la escuela Amarāvatī en India. La túnica se usa con fuerza, marcando claramente la forma del cuerpo, y sus pliegues son tallados de forma clara y delicada, cubriendo el hombro izquierdo, y dejando el derecho desnudo, siguiendo la tradición de las estatuas de Buda de Sri Lanka. El cuerpo del Buda es recto, y la mano izquierda agarra el manto en el hombro izquierdo. La mano derecha se eleva hasta el hombro, con la palma hacia la izquierda. Esta posición se conoce como el mudra Asisa, una variación de Abhaya mudra.

## Construcción
Se considera ampliamente que la estatua de Avukana se construyó en el siglo V, por encargo del rey Dhatusena. Sin embargo, otra teoría propone que fue realizada por un individuo llamado Barana. Existe otra estatua  de Buda, bastante similar a la de Aukana, en la localidad de Sasseruwa. Según relata la leyenda, las dos estatuas fueron el resultado de la rivalidad entre un maestro de la escultura de piedra y su pupilo. La historia cuenta que el maestro construyó la estatua de Aukana, mientras que su alumno hizo la de Sasseruwa. El primero en completar su estatua avisó al otro haciendo sonar una campana. El maestro logró completar su estatua primero, y ganó la competencia. Esta sería la razón por la que la estatua de Sasseruwa se encuentra inacabada. La estatua de Aukana es considerada como la mejor de las dos, y bastante similares. Sin embargo, la estatura de Sasseruwa fue construida casi cuatrocientos años antes que la imagen del Buda de Aukana. El Reswehera Rajamaha Vihara es un templo antiguo que fue construido por el rey Devanampiya Tissa (307-267 aC).